# Rhytidoponera opaciventris
Rhytidoponera opaciventris é uma espécie de formiga do gênero Rhytidoponera.